# Megalostrata
Megalostrata es un género de arañas araneomorfas de la familia Corinnidae. Se encuentra en América.

## Lista de especies
Según The World Spider Catalog 12.0:
- Megalostrata bruneri (Bryant, 1936)
- Megalostrata depicta (O. Pickard-Cambridge, 1895)
- Megalostrata monistica (Chamberlin, 1924)
- Megalostrata raptor (L. Koch, 1866)
- †Megalostrata grandis Wunderlich, 1988